# Hugues-Bernard Maret, hertig av Bassano
Hugues-Bernard Maret, hertig av Bassano, född den 1 maj 1763 i Dijon, död den 13 maj 1839 i Paris, var en fransk statsman.
Martet, som ursprungligen var advokat, började 1789 biträda vid utgivandet av "Bulletin de l'Assemblée nationale", deltog samma år i uppsättandet av "Moniteur universel"  samt lärde vid samma tid känna dåvarande löjtnant Bonaparte. År 1792 var Maret, som gjort sig bemärkt som en av feuillantklubbens mera framstående medlemmar, Frankrikes sändebud i England och utnämndes 1793 till ambassadör i Neapel, men tillfångatogs av österrikarna på vägen dit och erhöll friheten först 1795, då han utväxlades mot Ludvig XVI:s dotter. 
Efter Bonapartes statskupp (1799) utsågs Maret av denne till konsulernas generalsekreterare och blev vid kejsardömets upprättande (1804) statssekreterare. Han följde ständigt Napoleon, var invigd i hans hemligaste rådslag samt redigerade massan av instruktioner och bulletiner, som kejsaren utfärdade. År 1809 blev han hertig av Bassano (Bassano Bresciano) och 1811 utrikesminister, 1813 tillika krigsminister, men angreps i denna egenskap häftigt i senaten för sin begäran om nya utskrivningar och blev, då han därjämte misslyckades i sina underhandlingar med de allierade, nödsakad att träda tillbaka. 
År 1814 deltog Maret i Châtillonkongressen i Châtillon-sur-Seine och var 1815 inrikesminister under "hundra dagarna". Efter den bourbonska restaurationen vistades han i landsflykt till 1820. Under Ludvig Filip utnämndes han 1831 till pär samt var 10-18 november 1834 inrikesminister och konseljpresident. Maret blev 1803 medlem av Franska akademien och 1832 av Académie des sciences morales et politiques.